# Шпрунгер, Леа
Леа Шпрунгер (нем. Léa Sprunger; род. 5 марта 1990, Ньон) — швейцарская легкоатлетка, специализирующаяся в спринтерском беге. Чемпионка Европы 2018 года. Бронзовый призёр чемпионата Европы 2016 года в беге на 400 метров с барьерами. Призёр чемпионата Европы среди юниоров в семиборье (2009). Шестикратная чемпионка Швейцарии. Участник летних Олимпийских игр 2012 и 2016 годов.

## Биография
Пришла в легкоатлетический клуб COVA в родном Ньоне в 10 лет, последовав примеру своей старшей сестры Эллен. Под руководством первого тренера Жака Биндера она зарекомендовала себя как хорошая многоборка. Именно в семиборье Леа дебютировала на юношеском чемпионате мира в 2007 году и заняла 13-е место.
После переезда в спортивную гимназию Лозанны начала тренироваться под руководством Лорана Мевли. Ей удалось установить рекорд страны в семиборье в возрастной категории до 20 лет, а также выиграть бронзовую медаль юниорского чемпионата Европы. Личный рекорд установила в 2011 году на соревнованиях в австрийском Гётцисе, где набрала 5651 очко.
В надежде поехать на Олимпийские игры в Лондоне, несколько раз пыталась выполнить необходимый норматив, но безуспешно. Поскольку самые лучшие результаты в многоборье у неё были в беге на 200 метров, Леа решила попробовать сменить свою специализацию. Эксперимент оказался успешным: полуфинал чемпионата Европы и попадание на Олимпийские игры. В столице Великобритании Шпрунгер ограничилась участием в предварительных забегах на 200 метров и в эстафете 4×100 метров.
В 2014 году в составе сборной Швейцарии установила рекорды страны в эстафетах 4×200 метров (1.31,75 на эстафетном чемпионате мира) и 4×100 метров (42,94 на этапе Бриллиантовой лиги в Лозанне).
Заняла 9-е место в полуфинале чемпионата Европы 2014 года на дистанции 200 метров.
В 2015 году решила вновь сменить дистанцию, перейдя на 400 метров с барьерами, поскольку посчитала, что высокий рост (183 см) мешает ей полностью реализовать себя на столь короткой дистанции, как 200 метров. На чемпионате мира ей удалось показать высокий результат — 55,83, и выйти в полуфинал турнира.
В первой части летнего сезона 2016 года отметилась рекордом страны в беге на 200 метров (22,38) и лучшим результатом на 400 метров с барьерами (54,92). На чемпионате Европы впервые в карьере стала бронзовым призёром. Однако выступление на Олимпийских играх в Рио-де-Жанейро оказалось неудачным: результат был на 1,6 секунды хуже личного рекорда и не позволил ей пробиться в полуфинал.
В зимнем сезоне 2017 года установила новые личные достижения в беге на 200 и 400 метров в помещении: 23,06 и 51,46 соответственно.
Старшая сестра Леи, Эллен Шпрунгер, также участвовала в Олимпийских играх 2012 и 2016 годов (в семиборье и эстафете 4×100 метров).

## Основные результаты
| Год  | Турнир                          | Место проведения          | Дисциплина       | Место       | Результат |
| ---- | ------------------------------- | ------------------------- | ---------------- | ----------- | --------- |
| 2007 | Чемпионат мира среди юношей     | Острава, Чехия            | семиборье        | 13-е        | 4878      |
| 2007 | Европейский юношеский фестиваль | Белград, Сербия           | эстафета 4×100 м | 1-е         | 46,17     |
| 2008 | Чемпионат мира среди юниоров    | Быдгощ, Польша            | семиборье        | 10-е        | 5451      |
| 2009 | Чемпионат Европы среди юниоров  | Нови-Сад, Сербия          | семиборье        | 3-е         | 5552      |
| 2011 | Чемпионат Европы среди молодёжи | Острава, Чехия            | семиборье        | 16-е        | 4808      |
| 2011 | Универсиада                     | Шэньчжэнь, Китай          | 200 м            | 18-е (1/4)  | 24,17     |
| 2011 | Универсиада                     | Шэньчжэнь, Китай          | эстафета 4×100 м | 7-е         | 44,65     |
| 2011 | Чемпионат мира                  | Тэгу, Южная Корея         | эстафета 4×100 м | 13-е (заб.) | 44,04     |
| 2012 | Чемпионат Европы                | Хельсинки, Финляндия      | 200 м            | 13-е (1/2)  | 23,49     |
| 2012 | Чемпионат Европы                | Хельсинки, Финляндия      | эстафета 4×100 м | 6-е         | 43,61     |
| 2012 | Олимпийские игры                | Лондон, Великобритания    | 200 м            | 30-е (заб.) | 23,27     |
| 2012 | Олимпийские игры                | Лондон, Великобритания    | эстафета 4×100 м | 13-е (заб.) | 43,54     |
| 2013 | Чемпионат Европы в помещении    | Гётеборг, Швеция          | 400 м            | 17-е (заб.) | 54,45     |
| 2013 | Универсиада                     | Казань, Россия            | 200 м            | 11-е (1/2)  | 23,80     |
| 2013 | Универсиада                     | Казань, Россия            | эстафета 4×100 м | —           | DQ        |
| 2013 | Чемпионат мира                  | Москва, Россия            | эстафета 4×100 м | 12-е (заб.) | 43,21     |
| 2014 | Чемпионат мира по эстафетам     | Нассау, Багамские Острова | эстафета 4×100 м | 11-е        | 43,55     |
| 2014 | Чемпионат мира по эстафетам     | Нассау, Багамские Острова | эстафета 4×200 м | 5-е         | 1.31,75   |
| 2014 | Чемпионат Европы                | Цюрих, Швейцария          | 200 м            | 9-е (1/2)   | 23,12     |
| 2014 | Чемпионат Европы                | Цюрих, Швейцария          | эстафета 4×100 м | —           | DNF       |
| 2015 | Чемпионат Европы в помещении    | Прага, Чехия              | 400 м            | 20-е (заб.) | 53,97     |
| 2015 | Чемпионат мира по эстафетам     | Нассау, Багамские Острова | эстафета 4×100 м | 8-е         | 43,74     |
| 2015 | Чемпионат мира                  | Пекин, Китай              | 400 м с/б        | 13-е (1/2)  | 55,83     |
| 2015 | Чемпионат мира                  | Пекин, Китай              | эстафета 4×100 м | 13-е (заб.) | 43,38     |
| 2016 | Чемпионат Европы                | Амстердам, Нидерланды     | 400 м с/б        | 3-е         | 55,41     |
| 2016 | Олимпийские игры                | Рио-де-Жанейро, Бразилия  | 400 м с/б        | 25-е (заб.) | 56,58     |